# Characoma nigrimacula
Characoma nigrimacula är en fjärilsart som beskrevs av W. Warren 1913. Characoma nigrimacula ingår i släktet Characoma och familjen trågspinnare. Inga underarter finns listade i Catalogue of Life.